# Baltischer Tiger

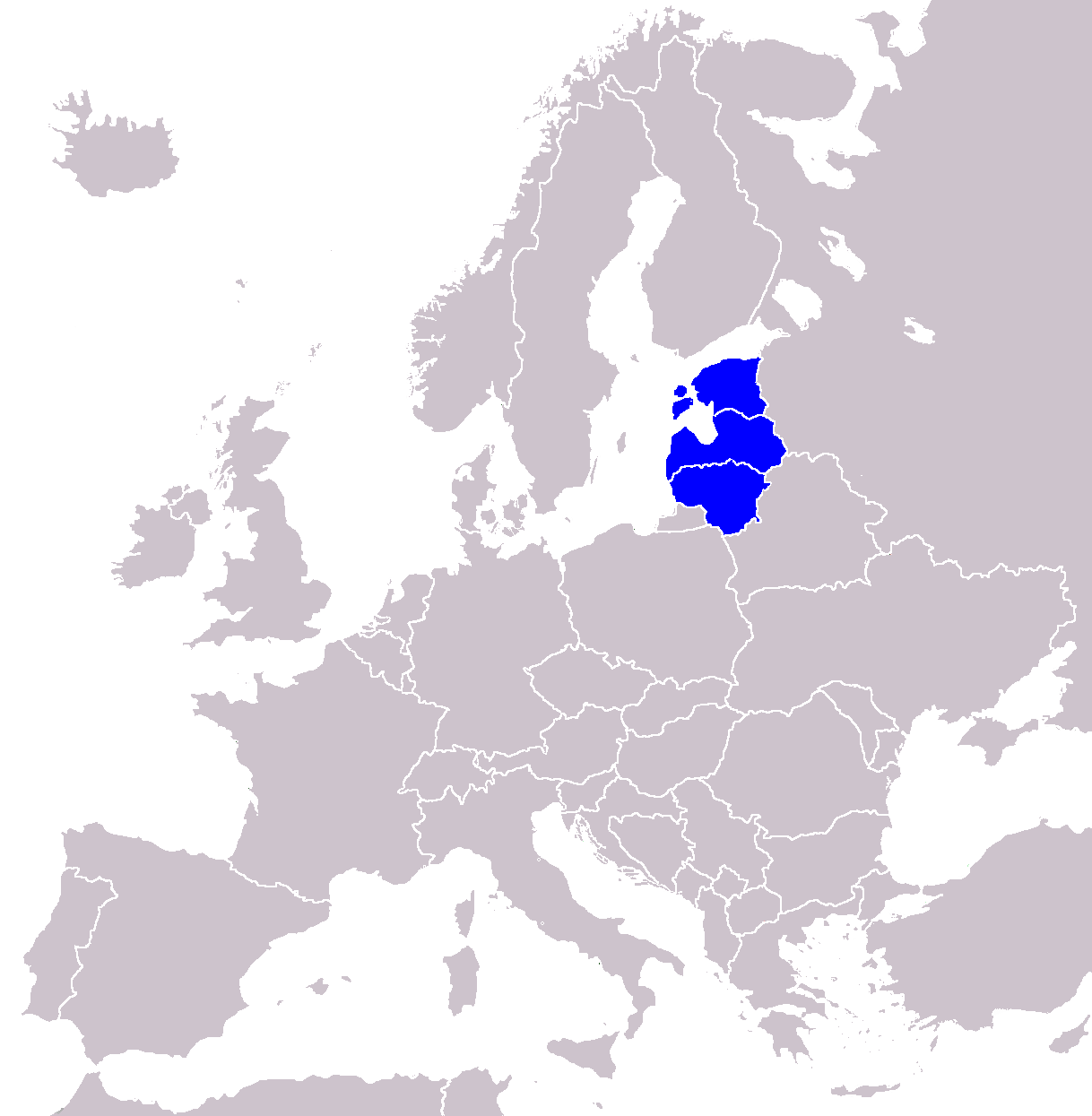
Die baltischen Staaten:
Estland, Lettland und Litauen

Die Bezeichnung baltischer Tiger für Estland, Lettland oder Litauen (oder auch für die drei baltischen Staaten zusammen) ist an die asiatischen „Tigerstaaten“ angelehnt. Sie zielt auf das überdurchschnittliche Wirtschaftswachstum ab, das diese drei Staaten nach der Wiedererlangung ihrer Souveränität 1991 erlebten. Der Boom endete aufgrund der Finanzkrise ab 2007.

## Hintergrund

Entwicklung des realen Bruttoinlandsprodukts in Estland, Lettland und Litauen von 1973 bis 2018

Als Gründe für dieses Wachstum werden unter anderem der Ausbau der wirtschaftlichen Beziehungen mit den anderen europäischen Staaten, insbesondere die seit 2004 bestehende Mitgliedschaft in der Europäischen Union sowie Unterstützungszahlungen aus den EU-Strukturfonds genannt.
Hierdurch wurde es baltischen Unternehmen möglich, direkten Zugang zu den Märkten der europäischen Volkswirtschaften zu erlangen und die Abhängigkeit von Russland zu reduzieren. Gleichzeitig wurden die Steuern für Unternehmen und Personen drastisch reduziert, wodurch es gelang, eine Vielzahl ausländischer – insbesondere skandinavischer – Unternehmen ins Land zu locken.
Estland, Lettland und Litauen haben heute Steuer- und Abgabenquoten, die zu den niedrigsten in Europa zählen. Zusätzlich macht sich Estland durch eine niedrige Einheitssteuer für ausländische Direktinvestitionen interessant.
Die Übernahme des Euro war für 2007 geplant. Da die Inflationsrate in den drei Staaten noch nicht den EU-Richtlinien entsprach, wurde die Einführung verschoben. Estland trat der Eurozone am 1. Januar 2011 bei, Lettland am 1. Januar 2014, Litauen am 1. Januar 2015.
Die Bezeichnung stellt eine Analogie zu den „Tigerstaaten“ Südostasiens her, dem Sammelbegriff für Südkorea, Singapur, Hongkong und die Republik China (Taiwan). Ebenfalls gebräuchlich ist die Bezeichnung keltischer Tiger für Irland. 2006 wuchsen die Wirtschaften von Lettland und Estland schneller als die der Volksrepublik China.
Im Zuge der Finanzkrise kam es 2007 in Estland und Lettland, ab 2008 dann auch in Litauen zu einem massiven Rückgang des Bruttoinlandsprodukts. Dieser fiel erheblich stärker aus als in der Europäischen Union insgesamt.

## Statistik

### Jährliches BIP-Wachstum
Veränderungsrate des realen Bruttoinlandsprodukts zum Vorjahr
|                                                | 2000   | 2001  | 2002  | 2003   | 2004  | 2005   | 2006   | 2007   | 2008   | 2009    | 2010   | 2011  | 2012  | 2013  | 2014  | 2015  | 2016  | 2017  | 2018  | Gesamt (2000–2007) | Gesamt (2000–2010) |
| ---------------------------------------------- | ------ | ----- | ----- | ------ | ----- | ------ | ------ | ------ | ------ | ------- | ------ | ----- | ----- | ----- | ----- | ----- | ----- | ----- | ----- | ------------------ | ------------------ |
| Estland                                        | 10,0 % | 7,5 % | 7,9 % | 7,5 %  | 6,5 % | 9,5 %  | 10,4 % | 7,7 %  | −5,4 % | −14,7 % | 2,3 %  | 7,6 % | 4,3 % | 1,9 % | 2,9 % | 1,9 % | 3,5 % | 4,9 % | 3,9 % | 73,1 %             | 45,9 %             |
| Lettland                                       | 6,9 %  | 8,0 % | 6,5 % | 8,6 %  | 8,9 % | 10,2 % | 11,6 % | 10,0 % | −3,5 % | −14,4 % | −3,9 % | 6,4 % | 4,0 % | 2,4 % | 1,9 % | 3,0 % | 2,1 % | 4,6 % | 4,8 % | 83,0 %             | 43,2 %             |
| Litauen                                        | 3,3 %  | 6,7 % | 6,9 % | 10,2 % | 7,4 % | 7,8 %  | 7,4 %  | 11,1 % | 2,6 %  | −14,8 % | 1,6 %  | 6,0 % | 3,8 % | 3,5 % | 3,5 % | 2,0 % | 2,4 % | 4,1 % | 3,5 % | 72,4 %             | 53,3 %             |
| Daten von Eurostat Reale Wachstumsrate des BIP |        |       |       |        |       |        |        |        |        |         |        |       |       |       |       |       |       |       |       |                    |                    |

### BIP pro Kopf
In Dollar PPP
|                                                                        | 2000  | 2001   | 2002   | 2003   | 2004   | 2005   | 2006   | 2007   | 2008   | 2009   | 2010    | Veränderung 2000–2007 | Veränderung 2000–2010 |
| ---------------------------------------------------------------------- | ----- | ------ | ------ | ------ | ------ | ------ | ------ | ------ | ------ | ------ | ------- | --------------------- | --------------------- |
| Estland                                                                | 9.909 | 10.935 | 12.044 | 13.284 | 14.882 | 16.618 | 19.012 | 20.961 | 20.327 | 17.695 | 18.519* | 111,5 %**             | 69,6 %**              |
| Lettland                                                               | 7.688 | 8.542  | 9.315  | 10.262 | 11.506 | 13.181 | 15.355 | 17.485 | 17.187 | 14.291 | 14.460  | 127,4 %**             | 69,3 %**              |
| Litauen                                                                | 8.437 | 9.257  | 10.088 | 11.410 | 12.622 | 14.218 | 15.927 | 18.108 | 19.145 | 16.564 | 17.185  | 114,6 %**             | 85,6 %**              |
| Daten vom IMF, World Economic Outlook Database 2011, eigene Berechnung |       |        |        |        |        |        |        |        |        |        |         |                       |                       |

* geschätzter Wert   ** eigene Berechnung